# Michel Suleiman
 Der er for få eller ingen kildehenvisninger i denne artikel, hvilket er et problem. Du kan hjælpe ved at angive troværdige kilder til de påstande, som fremføres i artiklen.

Michel Suleiman eller Sleiman (født 21. november 1948) er en libanesisk politiker, der var Libanons præsident fra 2008 til 2014.
Han blev indsat den 25. maj 2008, og valgt af parlamentet med 118 ud af 127 stemmer, hvori seks stemmesedler var blanke. Michel Sleiman har været øverstbefalende for Libanons hær i ti år, og har formået at holde sig neutral i striden mellem den pro-vestlige regering og oppositionen, med Hizbollah i spidsen. Efter valget opfordrede den nye præsident til enhed i det splittede land, der har stået uden præsident siden november sidste år. I 2014 trådte han tilbage som præsident ved udløbet af sin valgperiode.